# أولكسندر زينتشنكو
أولكسندر زينتشنكو (بالأوكرانية: Олександр Зінченко)‏ (15 ديسمبر 1996 في أوكرانيا – )؛ هو لاعب كرة قدم يلعب لاعب وسط مع نادي أرسنال ومنتخب أوكرانيا لكرة القدم.

## وصلات خارجية
- أولكسندر زينتشنكو على موقع الاتحاد الدولي (مؤرشف)  (الإنجليزية)
- أولكسندر زينتشنكو على موقع الاتحاد الأوربي (الإنجليزية)
- أولكسندر زينتشنكو على موقع اتحاد أوكرانيا (الإنجليزية)
- أولكسندر زينتشنكو على موقع إي إس بي إن إف سي (الإنجليزية)
- أولكسندر زينتشنكو على موقع قاعدة بيانات كرة القدم.إي يو (الإنجليزية)
- أولكسندر زينتشنكو على موقع ليكيب (الفرنسية)
- أولكسندر زينتشنكو على موقع ناشيونال فوتبول تيمز (الإنجليزية)
- أولكسندر زينتشنكو على موقع Soccerbase.com (لاعب) (الإنجليزية)
- أولكسندر زينتشنكو على موقع Soccerway.com (الإنجليزية)
- أولكسندر زينتشنكو على موقع عالم كرة القدم.نت (الإنجليزية)